# Martial Melon de Pradou
Martial Melon de Pradou est un religieux et homme politique français né le 14 mars 1737 à Tulle (Corrèze) et décédé le 15 décembre 1791 à Paris.
Prieur-curé de Saint-Germain-en-Laye, docteur en Sorbonne, il est député du clergé aux États généraux de 1789 pour la prévôté et vicomté de Paris.

## Sources
- « Martial Melon de Pradou », dans Adolphe Robert et Gaston Cougny, Dictionnaire des parlementaires français, Edgar Bourloton, 1889-1891 [détail de l’édition]